# FIM Endurance World Championship 2025

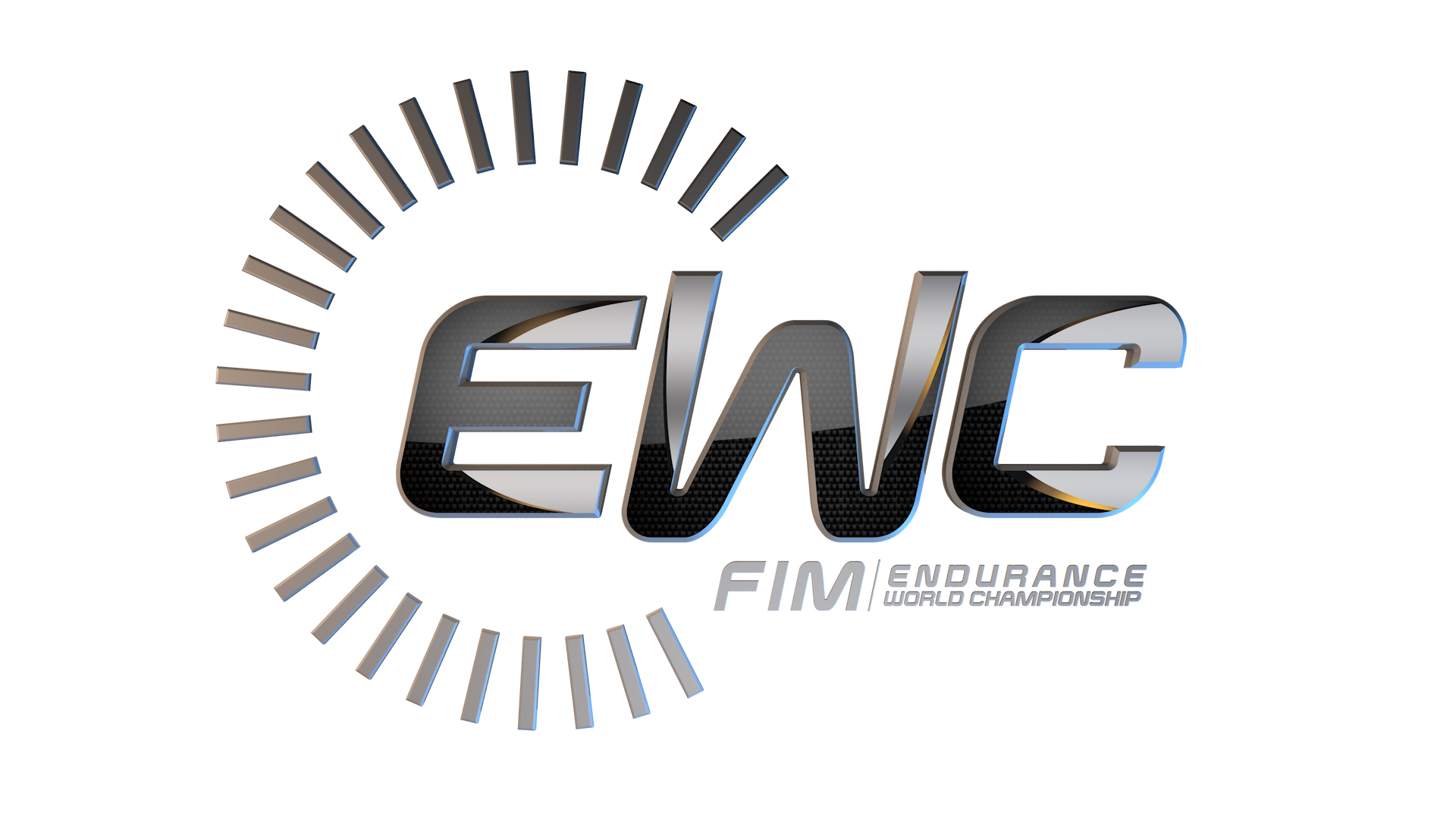
FIM EWC

Die FIM Endurance World Championship 2025 ist die 46. Saison in der Geschichte der FIM Endurance World Championship. Geplant sind vier Veranstaltungen. Amtierender Weltmeister ist das Team Yoshimura SERT Motul.

## Rennkalender
| Nr. | Datum             | Rennen                                       | Strecke                                     | Streckenlayout |
| --- | ----------------- | -------------------------------------------- | ------------------------------------------- | -------------- |
| 1   | 17.–20. April     | 24 Heures Motos                              | Circuit Bugatti (Le Mans)                   |                |
| 2   | 6.–7. Juni        | 8 Stunden von Spa Motos                      | Circuit de Spa-Francorchamps (Stavelot)     |                |
| 3   | 1.–3. August      | 46th Coca-Cola Suzuka 8 Hours Endurance Race | Suzuka International Racing Course (Suzuka) |                |
| 4   | 18.–21. September | Bol d’Or                                     | Circuit Paul Ricard (Le Castellet)          |                |

## Gesamtsieger
| Rennen                                       | Strecke                            | Datum         | Startnr. | Team                    | Fahrer                                       |
| -------------------------------------------- | ---------------------------------- | ------------- | -------- | ----------------------- | -------------------------------------------- |
| 24 Heures Motos                              | Circuit Bugatti                    | 20. April     | 7        | YART – Yamaha           | Marvin Fritz, Karel Hanika, Jason O’Halloran |
| 8 Hours of Spa Motos                         | Circuit de Spa-Francorchamps       | 7. Juni       | 5        | F.C.C. TSR Honda France | Taiga Hada, Corentin Perolari, Alan Techer   |
| 46th Coca-Cola Suzuka 8 Hours Endurance Race | Suzuka International Racing Course | 3. August     | 30       | Honda HRC               | Johann Zarco, Takumi Takahashi               |
| Bol d’Or                                     | Circuit Paul Ricard                | 21. September |          |                         |                                              |